# 貝德福德鎮區 (阿肯色州克羅斯縣)
貝德福德鎮區（英語：Bedford Township）是位於美國阿肯色州克羅斯縣的一個行政鎮區。

## 地方資料
貝德福德鎮區的面積為79.78平方千米，當中陸地面積為79.50平方千米，而水域面積為0.28平方千米。根據2010年美國人口普查的數據，當地共有人口523人，而人口密度為每平方千米6.56人。